# メタルストーカー
『メタルストーカー』 (METAL STOKER) は、1991年7月12日にフェイスから発売されたPCエンジン用の全方位任意スクロールのシューティングゲーム。

## ゲーム内容
8方向移動と2種類の強弱のあるショット、砲座固定を駆使して戦う。指定目標物を全て破壊するとボスが登場、もしくはボスエリアへの侵入が可能になる。ボスを倒すことで1ステージクリアとなる。

## ストーリー
近未来。サイバー技術により、脳から直接、起動させることのできる無人戦車のテストパイロットになってほしいと依頼を受ける。
承諾したプレイヤーは、サイバー戦車『メタルストーカー』を駆使して、数々のテストをクリアしてゆく。
しかし、最後になってこれがテロリストグループを狙った実戦だったと知ることとなる。

## スタッフ
- 企画、ディレクター：那須寛之
- プログラマー：ながさわみきや、まるやまのぼる、あきやままさゆき
- グラフィック・アーティスト：那須寛之、おがわひろき
- BGM&サウンド・エフェクト：斉藤博人、たかはしのぞむ
- ビジネス・コーディネーター：香取貞治
- ジャケット・イラストレーション：ひろき真冬

## 評価
ゲーム誌『ファミコン通信』の「クロスレビュー」では合計25点（満40点）、『月刊PCエンジン』では85・90・85・80・85の平均85点（満100点）、『マル勝PCエンジン』では7・7・7・7の合計28点（満40点）、『PC Engine FAN』の読者投票による「ゲーム通信簿」での評価は以下の通りとなっており、19.47点（満30点）となっている。また、この得点はPCエンジン全ソフトの中で366位（485本中、1993年時点）となっている。
| 項目 | キャラクタ | 音楽 | 操作性 | 熱中度 | お買得度 | オリジナリティ | 総合  |
| 得点 | 3.52       | 3.33 | 2.90   | 3.29   | 3.33     | 3.10           | 19.47 |